# 586 Текла
586 Текла (586 Thekla) — астероїд головного поясу, відкритий 21 лютого 1906 року Максом Вольфом у Гейдельберзі.